# Somerniemi
Somerniemi est une ancienne municipalité du sud ouest de la Finlande.
Somerniemi fait aujourd'hui partie de la municipalité de Somero. 

## Histoire
Au 1er janvier 1976, la superficie de Somerniemi était de 206,8 km2.
Et au 31 décembre 1976 elle comptait 1 409 habitants.

## Transports
La route nationale 2 traverse le coin nord-est de Somerniemi. 
La route régionale 280 traverse le centre de Somerniemi, puis continue vers le nord-ouest jusqu'à Somero et vers le sud-est en direction de Nummi-Pusula.

## Galerie

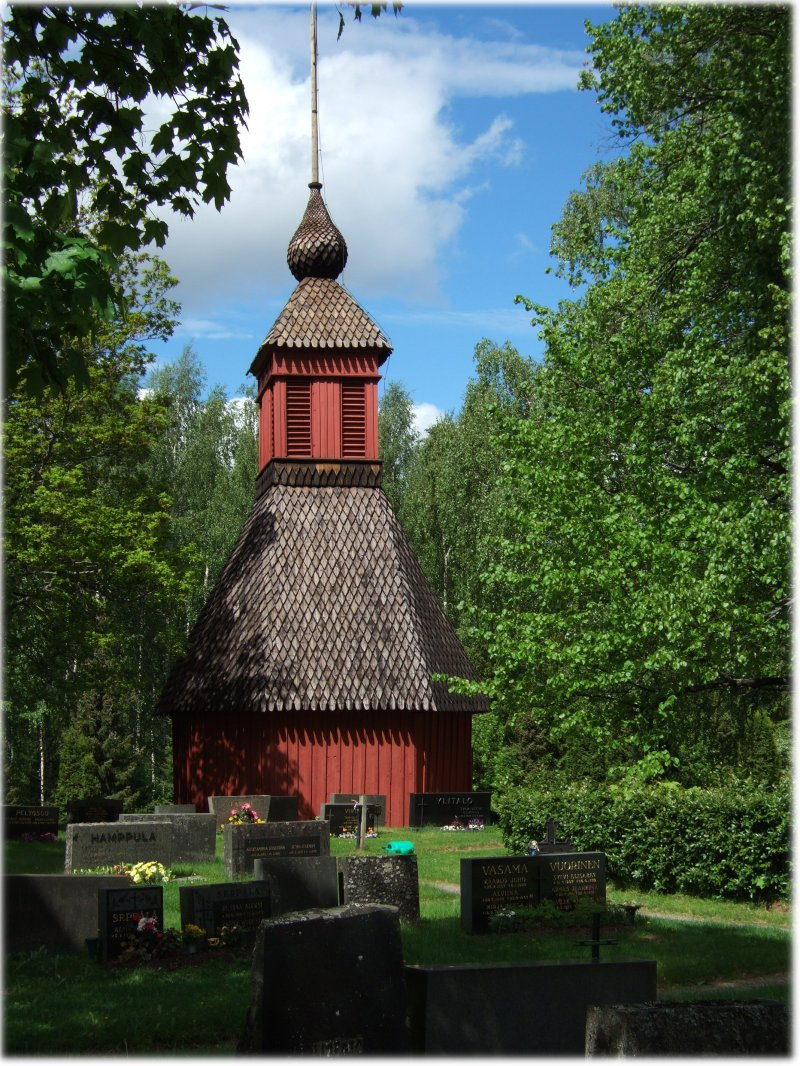
Le clocher de Somerniemi.
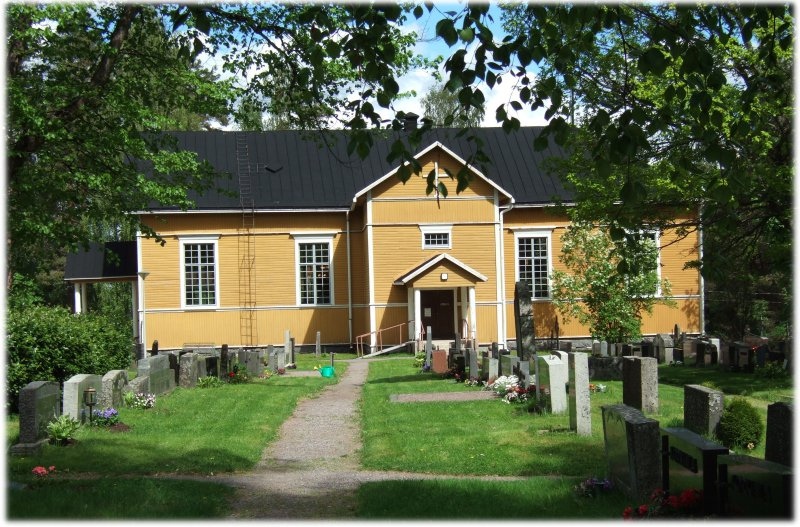
L'église de Somerniemi
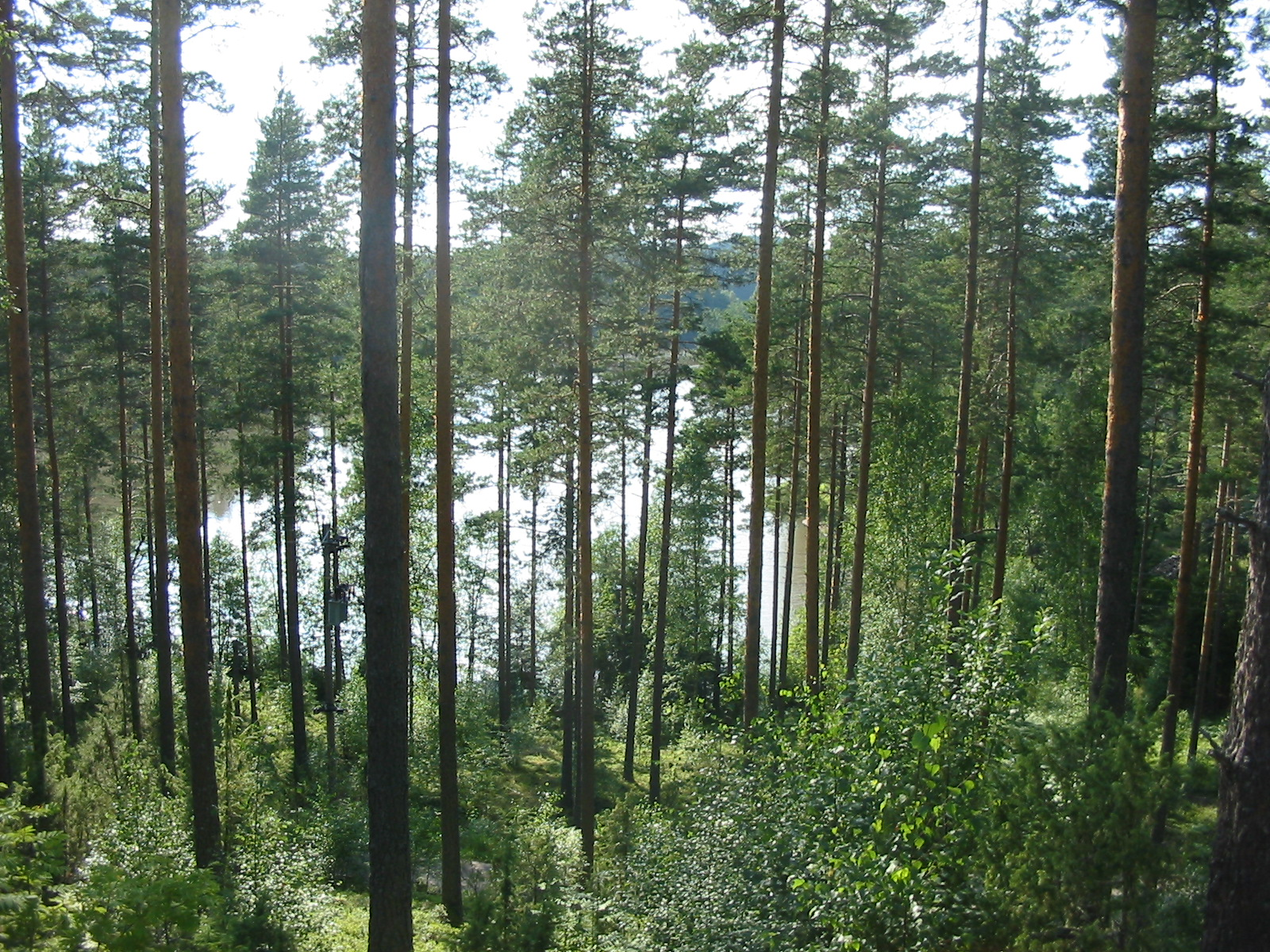
Le lac Painio vu d'Ämyri.